# Arianna in Creta

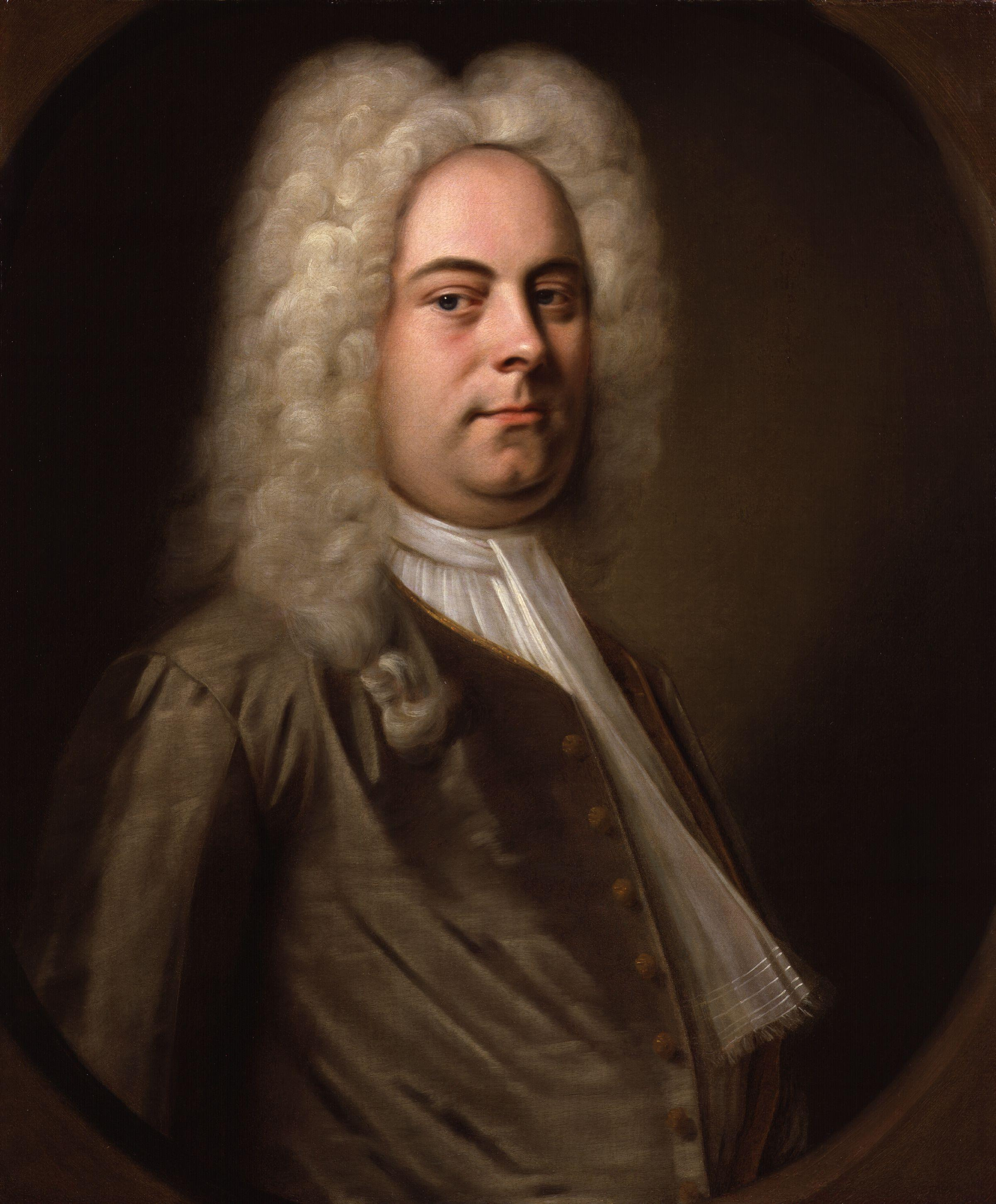
Georg Friedrich Händel

Arianna in Creta (Ariadne på Kreta) (HWV 32) är en opera seria i tre akter med musik av Georg Friedrich Händel. Texten bygger på Pietro Pariatis tidigare libretto Arianna e Teseo (Ariadne och Theseus) (1714) tonsatt 1727 av Nicola Porpora och 1729 av Leonardo Leo.

## Historia
Under flera år hade Händel samarbetat med operasällskapet Royal Academy of Music (inte att förväxlas med dagens Royal Academy of Music som grundades först 1822) och sällskapet hade uruppfört en rad av hans operor. Men 1733 uppstod ett rivaliserande operakompani i London, Opera of the Nobility. Till råga på allt understöddes det nya kompaniet av kronprins Fredrik av Storbritannien medan Royal Academy of Music stöddes av prinsens far, kung Georg II. Opera of the Nobility lyckades värva flera sångare från Händels operasällskap och hade sin första premiär den 29 december 1733 med Arianna in Nasso (Ariadne på Naxos) med musik av Porpora och libretto av Paolo Rolli. Händel hade redan komponerat sin opera på ett snarlikt libretto och hans version hade premiär den 26 januari 1734 på The Queen's Theatre, Haymarket, London (senare The King's Theatre) och spelades 16 gånger.

## Personer
- Arianna (sopran)
- Teseo (mezzosopran)
- Carilda (kontraalt)
- Alceste (mezzosopran)
- Tauride (kontraalt)
- Minos (bas)

## Handling
Vart sjunde år offras sju unga män och sju unga kvinnor från Aten till monstret Minotauros på ön Kreta. Endast en hjälte kan döda monstret, ta sig ur labyrinten där monstret bor och döda den kretenske krigaren Tauride. Prins Teseo har följt med det skepp på vilka årets 14 offer färdas mot Kreta. Han tänker befria Arianna som hålls fången på ön. Carilda utses till första offer. Tauride är övertygad om att ingen någonsin kommer kunna besegra Minotauros, labyrinten och hans magiska bälte. Teseos vän Alceste övertalar Carilda att fly med honom. Men de tas till fånga av kung Mino som befaller att Arianna ska ta Carildas plats. Teseo besegrad monstret och lyckas ta sig ur labyrinten tack vare den tråd som Arianna gav honom i början. På sin väg möter han Arianna och han övertygar henne om att det är hon som är hans älskade. Sedan besegrar Teseo även Tauride och tar ifrån honom hans magiska bälte. Minos erkänner Teseo som hjälte och friger all gisslan. Teseo gifter sig med Arianna.